# Buddhismus in Zentralasien
Der Buddhismus in Zentralasien hatte in seiner Blütezeit, im ersten christlichen Jahrtausend, eine wichtige Mittlerstellung zwischen den indischen Staaten und der Entwicklung in China, besonders nach dem Fall der späteren Han-Dynastie (220). Am intensivsten war der beidseitige kulturelle Austausch ab dem sechsten Jahrhundert. Seit den islamischen Eroberungsfeldzügen ist der Buddhismus in der Region praktisch bedeutungslos.

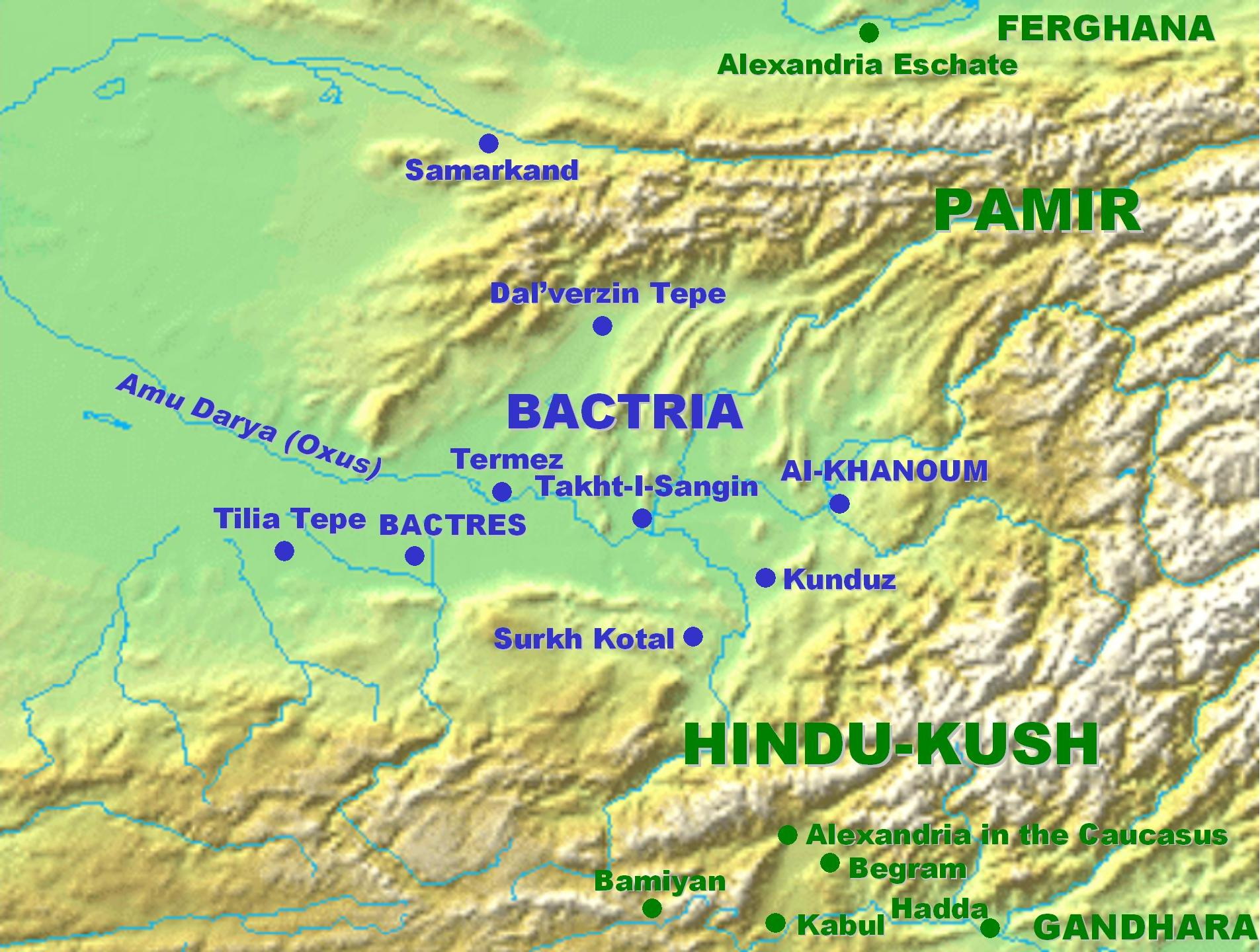
Übersicht der archäologischen Fundorte im nördlichen Baktrien.

Mit „Zentralasien“ sind hier die verschiedenen Staaten bzw. Reiche bezeichnet, die im Tarimbecken sowie benachbarten Gebieten wie Badachschan und der Oxus-Region bestanden – meist um die Oasen entlang der Seidenstraße – im Wesentlichen das Gebiet innerhalb 36–43° Nord und 73–92° Ost. Von Zentralasien gingen auch die Impulse aus, die zur Bekehrung der Tibeter, Mongolen, Kalmücken und Burjaten führten. Es handelt sich hierbei um das Gebiet, das in chinesischer Literatur als „die westlichen Regionen“ bezeichnet wird.

## Entwicklung
Vereinzelt wurden Theorien vorgebracht, dass die Region bereits v. Chr. vom Graeco-Buddhismus vollständig missioniert wurde. Dabei wäre anzunehmen, dass nicht nur König Menandros, wie in den „Fragen des Milindapanha“ überkommen, sondern auch sein Reich zum Buddhismus konvertiert war. Unklar bleibt auch die Zuverlässigkeit einer Stelle im Mahāvaṃsa (Chronik von Sri Lanka), dass der „weise Mahādeva“ mit einer großen Zahl Mönche aus der Region die Insel 101-77 v.u.Z besucht habe.
Teile des Parther-Reichs könnten seit dem 1. Jahrhundert v. Chr. buddhistisch gewesen sein. Der 148 in China angekommene parthische Prinz An Shih-kao (安世高) wurde zu einem der wichtigsten frühen Missionare in China.

### Westliche Region

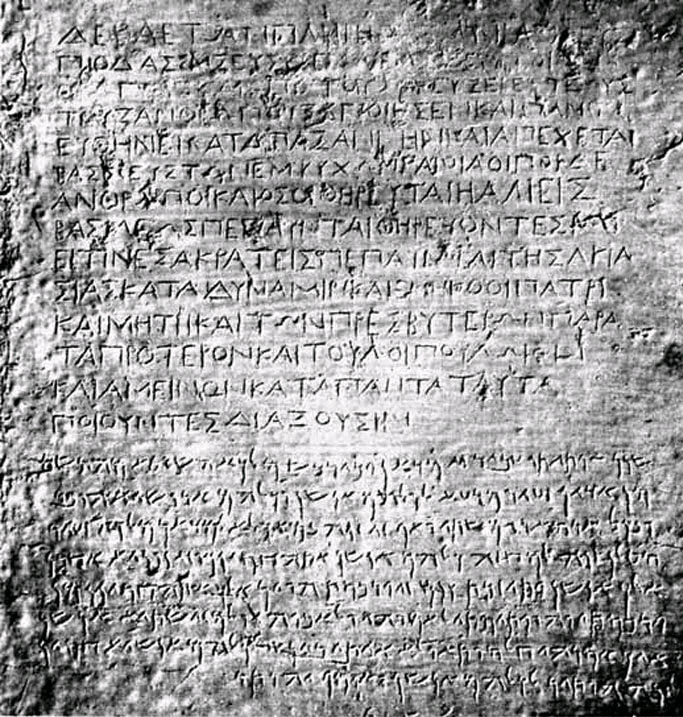
Bilinguale Ashoka-Edikte (Griechisch u. Aramäisch), Kandahar Nationalmuseum

Die früheste archäologisch nachweisbare buddhistische Präsenz stammt aus der Zeit Ashokas, von dem Steininschriften in aramäischer und griechischer Sprache in Kandahar und Laghman gefunden wurden.

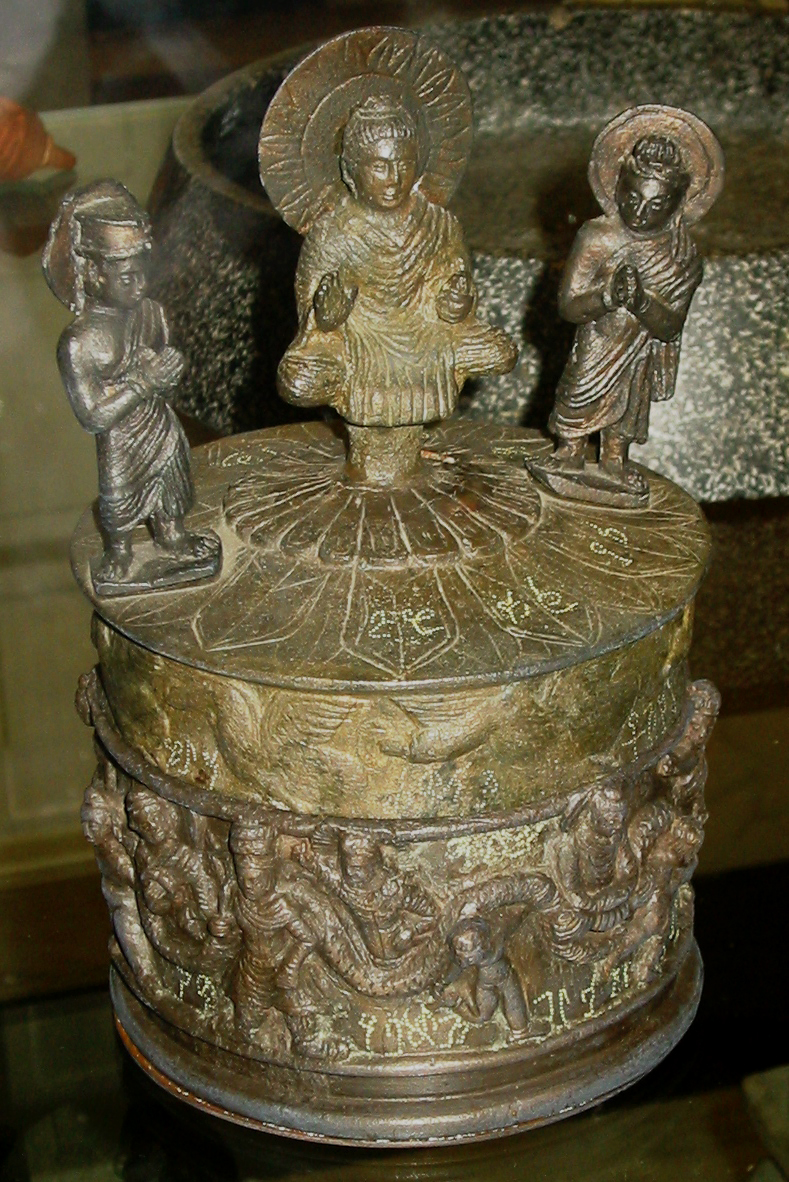
Kanischka-Reliquie. Behälter aus einer Kupferlegierung, datiert 127, mit Buddha flankiert von Brahma und Indra. Kanischka steht mittig am unteren Teil (im British Museum).

Auf den Münzen einiger Indo-griechischer Könige befinden sich Aufschriften und Abbildungen, die buddhistisch interpretiert wurden. Auf einigen Münzen von Menandros erscheint das achtspeichige Rad, ein Symbol des Buddhismus. Auf den Münzen von Straton I. (ca. 125 bis etwa 110 v. Chr.) und anderer Könige, wie z. B. Peukolaos findet sich z. B. der Begriff Dharmika (des Dharma), der buddhistisch, allerdings auch hinduistisch gebraucht wurde.
Auf etwas sichererem Boden steht man mit den Indo-Skythen. Zusammen mit Münzen des Königs Azes II. (ca. 35–12 v. Chr.) fand man die Bimaranreliquie, auf der sich eine der ältesten Darstellungen Buddhas befindet.
Der Begründer der Kuschana-Dynastie Kujula Kadphises, aus dem skythischen Stamm der Yuezhi (Yueh-chi), eroberte den größten Teil des heutigen Afghanistans und etablierte seine Suzeränität über das gesamte Indus-Tal. Im ersten Jahrhundert erweiterte sein Enkel Kanischka (reg. nach 78 oder 100–125) den Machtbereich zum nordindischen Reich Gandhara, mit seiner Hauptstadt in Purushpura (heute: Peschawar), wo zu dieser Zeit eine großartige Tempelanlage (Kanischka-Mahāvihāra) und eine 400 Fuß hohe Stupa errichtet wurde.

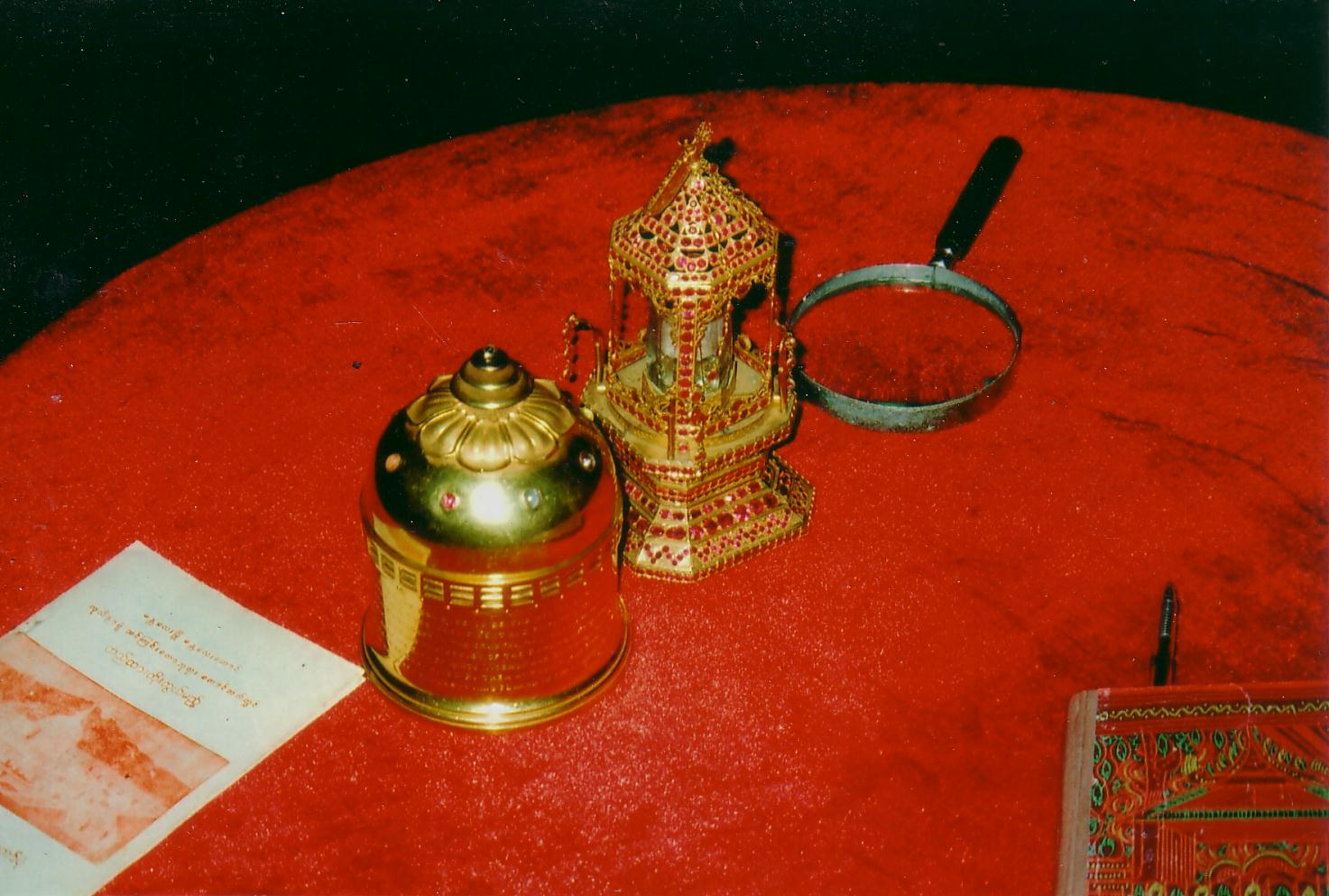
Buddhistische Relikte aus der Stupa in Peschawar

Dies war die Zeit, als der indische Buddhismus in höchster Blüte stand. Die Verbindungen innerhalb des Reiches förderten seine Verbreitung über Afghanistan hinaus, wo der Buddhismus schon Fuß gefasst hatte. Der Kaiser Kaniṣka war ein bedeutender Unterstützer der Verbreitung nach Norden. Er ist als Veranstalter des vierten buddhistischen Konzils bekannt, das der Lehrmeinung der Sarvāstivādin den Vorrang gab. In diese Zeit fällt der Übergang zum Sanskrit als der kanonischen Sprache. Chinesische Quellen überliefern noch die Namen einiger bedeutender Missionare, die meist auch als Übersetzer kanonischer Schriften auftraten.
Die Missionierungsgeschichte ist traditionell und durch Kharoṣṭ-Inschriften überliefert.
In den ersten Jahrhunderten u. Z., entstanden in Zentralasien – obwohl größtenteils Wüste – an einigen Oasen buddhistische Klöster, in denen nicht nur einheimische Mönche, sondern auch viele aus Kaschmir und Gandhara residierten. Die kulturelle Kolonisation dieser Gebiete von Indien her erfolgte zur Zeit der Kuschana-Dynastie. Das Mönchtum in der Region entwickelte sich mehr in eine scholastische Richtung. Die anfangs dominante Sarvāstivādin-Schule wurde durch Mūlasarvāstivādin verdrängt.
Die Verbreitung des Buddhismus erfolgte hauptsächlich entlang der Handelsrouten zwischen Indien und China, deren bekannteste Beschreibung klassischer Zeit der Reisebericht des Xuanzang (玄奘, reiste: 629-45) ist. Die beiden Zweige der Seidenstraße von Balch nach Dunhuang, das seit dem dritten Jahrhundert ein Zentrum buddhistischer Missionierung war, bildeten den Einfallsweg für die Verbreitung verschiedener buddhistischer Schulen nach Ostasien.
Im Osten des heutigen Turkmenistan und Usbekistan haben Ausgrabungen sowjetischer Wissenschaftler verschiedene Tempel-Komplexe zutage gebracht (auch späterer Zeit). Unter anderem in Airtam (17 km von Termiz), Kara-Tepe (Höhlentempel in Termiz, mit Stupa, wohl während der sassanidischen Buddhistenverfolgung 275 zerstört), Fayaz-Tepe, Ak-Besshim (8 km von Tokmok, 1953-4) und Dalverzin-Tepe (entdeckt 1967), die die Bedeutung des Buddhismus in der Gegend, teilweise durch Inschriften ihrer Gründer noch während der Kuschana-Periode belegen.
Ein buddhistisches Zentrum des 3./4. Jahrhunderts war Margiana, d. h. das Gebiet um die Oase Merw (nahe dem heutigen Mary (Turkmenistan)). Im Bereich von Ferghana und Choresmien scheint der Buddhismus weniger Eingang gefunden zu haben, obwohl auch dort Artefakte gefunden wurden (Quvā, Balavaste, Ajina Tepe im 12 km von Kurgan-Tübe).
Nach der Invasion der Hunas (womit eine Gruppe der sogenannten iranischen Hunnen gemeint ist, wahrscheinlich die Alchon) kam es unter Mihirakula (gest. ca. 550; ch.: 摩醯羅矩羅), zu einer ersten Buddhistenverfolgung in der Region. Als direkte Folge stieg die Zahl indischer buddhistischer Flüchtlinge in der chinesischen Hauptstadt Luoyang auf etwa 3000, die für den chinesischen Buddhismus befruchtend wirkten. Jedoch beschreibt Xuanzang die Mahāsāṃghika-Schule als in Bamiyan florierend.
In der Region existierten, in späterer Zeit (6.–8. Jh.), neben dem Buddhismus auch östlicher Manichäismus sowie zu einem gewissen Grad Nestorianismus, nicht immer konfliktfrei, nebeneinander.

#### Sogdiana
Aus Sogdien (mit der Hauptstadt Samarkand), das Kang der Chinesen, kamen mehrere bedeutende Missionare früh nach China. Der Buddhismus scheint dort vom wiedererstarkenden Manichäismus im 7. Jahrhundert großteils verdrängt worden sein.

#### Ferghana
Im Ferghanatal wurden in Quva bei Ausgrabungen Reste eines buddhistischen Tempels gefunden.

#### Balch
Dort dominierte die den Sarvāstivādin nahestehende westliche Vaibhāṣika-Schule, die im gesamten westlichen Turkestan verbreitet war. Diese stellt ein Bindeglied im Übergang vom Hina- zum Mahayana dar. Balch war im 7. Jahrhundert die Hauptstadt von Tocharistan und soll viele (? hundert) Tempel gehabt haben. Ausgrabungen in Zang-Tepe (30 km von Termiz) haben die historischen Schilderungen bestätigt.

### Östliche Region
Ab der Zeitenwende sind buddhistische Aktivitäten im Bereich der heutigen chinesischen Provinz Sikiang („chinesisch Turkestan“) nachgewiesen.

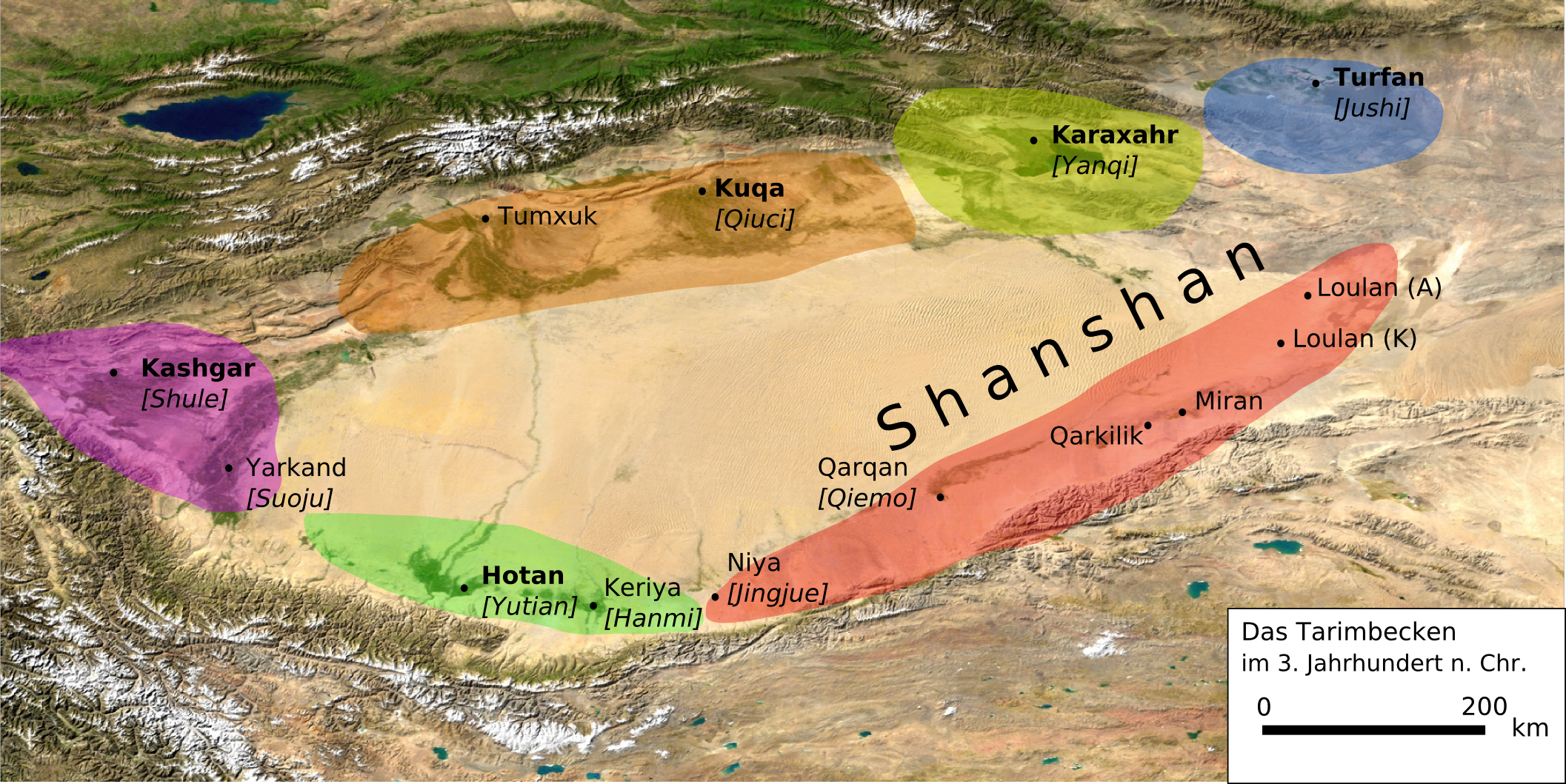
Karaschahr (Karaxahr) im Tarimbecken des 3. Jahrhunderts n. Chr.

#### Hotan
Die am südlichen Rand des Tarimbeckens gelegene Oase Hotan ist auch als Kustana bekannt. Sie soll zur Zeit Aśokas von Indern kolonisiert worden sein und war wirtschaftlich wie kulturell der bedeutendste Ort für den Buddhismus. Zur Blütezeit erstreckte sich der Machtbereich bis Niya (Ni-jang).
Hotan war früh ein mahayanistisches Zentrum, wie auch das Book of Zambasta, eine Anthologie des 8. Jahrhunderts, belegt.
Die Könige unterhielten ein bedeutendes Kloster Gotami. Am Ort wurde besonders religiöse Musik gepflegt. Mahāyāna-Lehren herrschten vor. Das außerorts gelegene Kloster wurde zum Fundort von Birkenrindenmanuskripten, die auf Sanskrit abgefasst, jedoch in Kharoshthi-Schrift geschrieben sind.
Mit der islamischen Eroberung Hotans 1004 wurde der Buddhismus endgültig verdrängt, ein Prozess, der im westlichen Turkestan schon 200 Jahre früher eingesetzt hatte. Die heute dort wohnenden turkstämmigen Muslime haben praktisch keine Kenntnis der Vorgeschichte.

#### Turkstämme
Turkstämme, die ansatzweise ab dem 6. Jahrhundert mit dem Buddhismus bekannt waren, ohne ihn gleich zu übernehmen, begannen ab dem frühen 7. Jahrhundert sich dazu zu bekennen. Der chinesische Reisende Ou-k'ong (bereiste Kaschmir und Gandhara 759-64) berichtet schon von unter Turkherrschaft gebauten Tempeln.
Die Uiguren, die sich 762–845 zum Manichäismus bekannt hatten, wurden in der Mongolei 842 besiegt. Daraufhin wichen sie nach Süden aus, dabei kam es zur Übernahme – und Wiedererstarken – der buddhistischen Kultur auch unter den nachdringenden Turkvölker.
siehe auch: Reich der Göktürken

#### Kucha
Die zwischen Kaschgar und Turpan gelegene Oase Kuqa (ch.: 龜茲 oder 庫車) war in der Antike für ihren Wasserreichtum bekannt. Ab dem 4. Jahrhundert hatte sich dort eine Tocharer Dynastie etabliert. Die örtlichen Buddhisten hingen meist den Sarvāstivādin an. Sie waren die ersten, die damit begannen Sanskrit-Manuskripte in lokale Sprachen zu übersetzten. Maitreya war ein Objekt besonderer Verehrung. Es ist der Herkunftsort des Übersetzers Kumārajīva (羅什, 344–413).

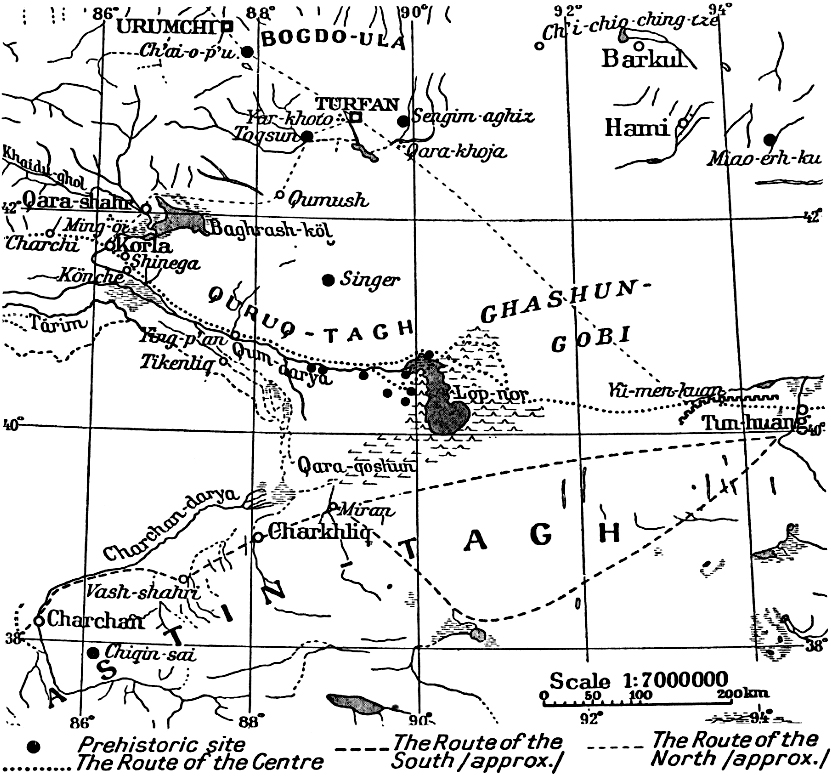
Landkarte von Folke Bergman vom östlichen Xinjiang aus dem Jahr 1939 mit prähistorischen Fundstätten und den Routen der Seidenstraße. Bilderklärungen:. Prähistorische Fundstätte, … mittlere Route, — — — vermutete südliche Route, - - - vermutete nördliche Route.

#### Kaschgar
Der westlich des Tarim-Beckens gelegene Ort Kaschgar ist in chinesischen Texten als Su-leh bezeichnet. Zur Zeit Hsüan-tangs war die Sarvāstivaādin-Lehre noch die dominante. Nach der rigorosen Verwüstung durch muslimische Eroberer sind heute kaum noch buddhistische Spuren auffindbar.

#### Yarkant
Yarkant war zur Han-Dynastie als So-ku bekannt, später dann Che-ku-p'o bzw. Che-ku-ka. Mahāyānistische Lehren herrschten vor.

#### Karaschar
Karaschahr (Sanskrit: Agni), ist das chinesische Yanqi bzw. A-k'i-ni. Um 400 herrschte hier die Hinayana-Lehrrichtung vor. Zur Zeit der Reise des Hsüan-tsang hatte der Ort wohl schon keine Bedeutung mehr.

#### Loulan
Loulan am Lop Nor, war zur Han-Zeit als Shan-shan bekannt, später dann Na-fo-po, tibetanisch Nob und einer der wichtigsten modernen Fundorte für Manuskripte. Loulan ist offensichtlich chinesische Transkription für den ursprünglichen Namen Kroraina. Der Reisende Faxian (法顯) berichtet, dass dort um 400 Hinayana-Buddhismus, unter strenger Beachtung des Vinaya dominierte.

#### Turpan
Turpan (吐魯番) war ein bedeutendes Zentrum sowohl hinayana- als auch mahayanistischer Schulen, deren Spuren sich bis ins 4. Jahrhundert zurückverfolgen lassen. Ab dem 9. Jahrhundert war die Region das Herz des uigurischen Reiches.

## Buddhistische Literatur
Die Literatur des Kanons ist in den verschiedensten Sprachen, meist, aber nicht nur in Sanskrit, sondern auch Prakrit, Tocharisch, Uigurisch u. a. Dialekten erhalten. Insgesamt deckt sie die gesamte Bandbreite buddhistischer zeitgenössischer Lehrmeinungen ab.
Geschrieben wurde häufig auf Birkenrinde. Nachdem der britische Oberst Bower und der französische Reisende Dutreul in den 1890ern erstmals Birkenrindenmanuskripte erwarben, begann bald danach die systematische archäologische Suche. Bedeutende Fundorte von Manuskripten solcher – im indischen Original oft verlorener Materialien – sind Endere (des Königreichs Shanshan), Donhuang, Loulan Gucheng und das nahe gelegene Niya (Ni-jang). Aufgefunden wurden die ersten Texte durch die Expeditionen von Aurel Stein, Dimitri Alexandrowitsch Klementz, dem japanischen Grafen Ōtani Kōzui und Paul Pelliot.
Aus dem Gebiet des heutigen Afghanistan stammen die nicht genau lokalisierten Funde, der beiden heute bedeutendsten Sammlungen. Zum einen die Sammlung der British Library aus dem 1. Jahrhundert, u. a. mit kanonischen Schriften der Dharmagupta-Schule. Zum zweiten die Sammlung Schøyen, der norwegischen Nationalbibliothek die Texte aus dem zweiten bis siebten Jahrhundert enthält, meist Mahāyāna-Schriften. Die gefundenen Manuskripte sind auf Prakrit und Sanskrit abgefasst und nicht in lokale Sprachen übertragen.
Die späteren, in Agni und Kucha übersetzten Manuskripte aus dem 5. und 7. Jahrhundert sind in agnäisch (Tokhara A) und kucharisch (Tokhara B) erhalten. Als erster Übersetzer ist „Dharmamitra von Termiz“ (Tarmita) belegbar. Die bei Zang-Tepe gefundenen Fragmente des 7. oder 8. Jahrhunderts sind in einer, von den Tocharern übernommenen, Variante der Brāhmī-Schrift- abgefasst. Die Uiguren übernahmen diese. Ihre überkommenen Manuskripte enthalten hauptsächlich Mahayana-Texte, kaum Vinaya.

### Allgemein und Geschichte
- Encyclopedia of Buddhism. Bd. 1. Gale, New York 2004, S. 120–124.
- Jotiya Dhirahseva: Encyclopaedia of Buddhism. Band 4 (1979), S. 21–85.
- W. Fuchs: Huei Chao's Pilgerreise durch Nordwest-Indien und Zentral-Asien. In: Sitzungsberichte preuß. Akad. d. W. 1938
- A. v. Gabain: Buddhistische Türkenmission. In: Asiatica – Festschrift F. Weller. Leipzig 1954
- A.v. Gabain: Der Buddhismus in Zentralasien. Handbuch der Orientalistik. Leiden/Köln 1961.
- Hans-Joachim Klimkeit, Hans-Joachim: Die Begegnung von Christentum, Gnosis und Buddhismus an der Seidenstraße. Westdeutscher Verlag, Opladen 1986, ISBN 3-531-07283-8
- Laut, Jens Peter: Der frühe türkische Buddhismus und seine literarischen Denkmäler. Wiesbaden 1996, ISBN 978-3-447-02623-9
- B. A. Litvinsky: Cultural History of Buddhism in Central Asia. Duschanbe 1968
- B. A. Litvinsky: Recent Arcaeological Discoveries in South Tadjikistan and Problems of Cultural Contacts between the Peoples of Central Asia and Hindustan in Antiquity. Moscow 1967
- S. Mizuno (Hrsg.): Haibak und Kaschmir-Smast, Buddhist Cave-Temples in Afghanistan and Pakistan Surveyed in 1960. Kyoto 1962 (Archäologie)
- Puri, P. N.; Wayman, Alex (Hrsg.); Buddhism in Central Asia; Delhi; 1987 (Motilal Banarsidass); 352S; ISBN 81-208-0372-8
- Klaus Röhrborn (Hrsg.): Sprachen des Buddhismus in Zentralasien: Vorträ̈ge d. Hamburger Symposions vom 2. Juli – 5. Juli 1981. Harrassowitz, Wiesbaden 1983, ISBN 3-447-02365-1.
- Bérénice Geoffroy-Schneiter: Gandhara, Das kulturelle Erbe Afghanistans. Knesebeck, München 2002 (Knesebeck), ISBN 3-89660-116-4
- Mariko Namba Walter: Tokharian Buddhism in Kucha: Buddhism of Indo-European Centum Speakers in Chinese Turkestan before the 10th Century c.e. In: Sino-Platonic Papers, 85 (October 1998)